# Joshua Van Sant
Joshua Van Sant (* 31. Dezember 1803 in Millington, Kent County, Maryland; † 8. April 1884 in Baltimore, Maryland) war ein US-amerikanischer Politiker. Zwischen 1853 und 1855 vertrat er den Bundesstaat Maryland im US-Repräsentantenhaus.

## Werdegang
Noch in seiner Jugend zog Joshua Van Sant im Jahr 1807 mit seinen Eltern nach Wilmington in Delaware. 1812 ließ sich die Familie in Philadelphia nieder, wo der Junge die öffentlichen Schulen besuchte. Im Jahr 1817 kam er nach Baltimore und arbeitete dort als Hutmacher. Danach war er bis 1835 Handwerksgeselle. Politisch schloss sich Van Sant der Demokratischen Partei von Präsident Andrew Jackson an. Im Jahr 1836 war er Delegierter auf einer Versammlung zur Überarbeitung der Verfassung von Maryland. Von 1839 bis 1841 war er Posthalter in Baltimore; im Jahr 1845 wurde er in das Abgeordnetenhaus von Maryland gewählt. Von 1846 bis 1855 fungierte Van Sant als Stadtkämmerer in Baltimore, ehe er zwischen 1847 und 1853 sowie nochmals im Jahr 1861 auch Kurator des Bezirksarmenhauses war. In den Jahren 1852 bis 1854 war er als Schulrat tätig.
Bei den Kongresswahlen des Jahres 1852 wurde Van Sant im dritten Wahlbezirk von Maryland in das US-Repräsentantenhaus in Washington, D.C. gewählt, wo er am 4. März 1853 die Nachfolge von Edward Hammond antrat. Da er im Jahr 1856 nicht bestätigt wurde, konnte er bis zum 3. März 1855 nur eine Legislaturperiode im Kongress absolvieren. Diese war von den Ereignissen im Vorfeld des Bürgerkrieges geprägt.
Bei den Präsidentschaftswahlen des Jahres 1860 war er Wahlmann für John C. Breckinridge. Im Jahr 1867 nahm Van Sant erneut als Delegierter an einem Verfassungskonvent für Maryland teil. Zwischen 1867 und 1869 leitete er die Strafanstalt seines Staates. In der Folge war Van Sant Kurator verschiedener Organisationen. Von 1871 bis 1875 amtierte er als Bürgermeister von Baltimore. Danach war er von 1876 bis 1884 Revisor (Comptroller) dieser Stadt. Er starb am 8. April 1884 in Baltimore.